# 任国强
任国强（1975年—）山东人，中国人民解放军大校，中华人民共和国国防部新闻局副局长、国防部新闻发言人。

## 生平
1975年，任国强生于山东。1991年考进中国人民解放军西安陆军学院。历任学员、助理翻译、干事、连长、政治处主任、参谋、中华人民共和国国防部外事办公室综合局政策研究室主任等职。任国强获中国人民解放军国防大学军事学硕士学位。2016年2月，出任中华人民共和国国防部新闻局副局长、国防部新闻发言人，为上校军衔。

## 家庭
任国强已婚，有一子。